# Artur Leenders
Artur Leenders (* 12. März 1954 in Meerbusch; † 28. März 2020 in Emmerich am Rhein) war ein deutscher Schriftsteller, Arzt und Politiker.

## Werdegang
Artur Leenders schloss sein Studium als Doktor der Medizin ab und arbeitete als Chirurg und Unfallarzt im Willibrord-Spital in Emmerich. Später ließ er sich in einer eigenen Praxis in Kalkar nieder. Zusammen mit seiner Frau Hiltrud Leenders und seinem Freund Michael Bay veröffentlichte er 1992 den gemeinsamen Krimi Königsschießen. Bis 2013 schrieben und veröffentlichten Leenders Bay Leenders insgesamt siebzehn Krimis um das fiktive Kriminalkommissariat K11 in Kleve. Die Niederrhein-Krimis des Trio Criminale gehörten in den 1990er und frühen 2000er Jahren zu den bekanntesten Titeln im noch jungen Genre der deutschsprachigen Regionalkrimis.
1999 wurde Leenders für die Partei Die Grünen als Mitglied des Rats der Stadt Kleve gewählt. Zusammen mit Michael Bay und dem CDU-Politiker Theo Brauer baute er nach den Kommunalwahlen 2004 eine der ersten Listenverbindungen zwischen den Grünen und der CDU auf kommunaler Ebene auf, mit der Leenders zum ehrenamtlichen ersten stellvertretenden Bürgermeister von Kleve gewählt wurde. In dieser Funktion setzte er sich für die Gründung von Montessori-Kinderhäusern und -Schulen sowie für die Gründung einer Hochschule in Kleve ein. Bei den Kommunalwahlen 2014 kandidierte Leenders nicht erneut und schied damit aus dem Rat und als stellvertretender Bürgermeister aus. Bei der Bürgermeisterwahl 2015 kandidierte er noch einmal erfolglos für die Grünen. Nach langer, schwerer Krankheit starb er im Alter von 66 Jahren im Emmericher Willibrord-Spital.
Mit seiner Frau hatte er zwei Söhne, darunter den Schauspieler Philip Leenders.